# Jure Balažič
Jure Balažič (* 12. September 1980 in Novo mesto, SR Slowenien) ist ein slowenischer Basketballspieler. Balažič spielte mit insgesamt dreijähriger Unterbrechung bis 2012 für den KK Krka in seiner Heimat, mit dem er fünfmal slowenischer Meister wurde und den internationalen Vereinswettbewerb EuroChallenge 2010/11 gewann. Balažič gilt mit knapp 32 Jahren als der älteste Debütant in der gut 25-jährigen Geschichte der slowenischen Herren-Nationalmannschaft. Als Nationalspieler wechselte er erneut ins Ausland und spielt seitdem in der Türkiye Basketbol Ligi für wechselnde Vereine. Mit der slowenischen Nationalmannschaft nahm Balažič an zwei EM-Endrunden und der WM-Endrunde 2014 teil.

## Karriere
Balažič wurde in den Jugendmannschaften des KK Krka in Novo mesto ausgebildet und kam in der ersten Herrenmannschaft des Vereins, die in der Saison 1999/2000 ihre erste nationale Meisterschaft gewann, neben dem knapp ein Jahr älteren Matjaž Smodiš nur zu einzelnen Einsätzen. In der Saison 2001/02 spielte Balažič daher beim Zweitligisten in Krško, bevor er zur folgenden Saison wieder zum KK Krka zurückkehrte. In der Saison 2002/03 gewann Krka nicht nur seine zweite nationale Meisterschaft, sondern zog in der Premierensaison des ULEB Eurocup auch in die Finalspiele des damals noch ULEB Cup 2002/03 genannten Wettbewerbs ein. Hier unterlag man in zwei Spielen Pamesa Valencia, wobei Balažič nur im zweiten Finalspiel Einsatzzeit bekam. Nach diesem internationalen Erfolg brach die Mannschaft weitgehend auseinander, gewann in der EuroLeague 2003/04 nur zwei von 14 Spielen und der Verein konnte auch im Folgenden an diese Erfolge zunächst nicht mehr anschließen. Schließlich verließ auch Balažič den Verein und wechselte zum Saisonende 2005 ins Nachbarland Kroatien zum KK Zagreb, der jedoch in der Hauptstadt hinter Rekordmeister KK Cibona rangiert. Die folgende Saison begann Balažič dann in der Republik Zypern für APOEL aus der Hauptstadt Nikosia. Mit dieser Mannschaft zog Balažič in das Viertelfinale der FIBA EuroCup Challenge 2005/06 ein, in dem man dem späteren Finalisten Chimik Juschne unterlag. Anschließend kehrte Balažič im Februar 2006 zum KK Krka zurück, bevor er zur Saison 2006/07 erneut im Ausland beim damaligen ungarischen Meister Atomerőmű SE in Paks spielte. Die Mannschaft blieb in sechs Spielen des FIBA EuroCup 2006/07 sieglos und verpasste auch national am Saisonende die dritte Meisterschaft in Folge.
Schließlich kehrte Balažič zur Saison 2007/08 nunmehr längerfristig zu Krka Novo mesto zurück. Ab der Saison 2009/10 konnte Krka zunächst unter dem serbischen Trainer Aleksandar Džikić den finanziell strauchelnden Rekordmeister KK Union Olimpija aus der Hauptstadt wieder überflügeln und gewann von 2010 bis 2012 drei Meisterschaften in Folge. Als Meister 2010 nahm man auch wieder an internationalen Vereinswettbewerben teil und gewann auch gleich den Titel in der EuroChallenge 2010/11 in der Nachfolge der BG Göttingen. Beim Final-Four-Turnier in Ostende führte Balažič als Mannschaftskapitän die Mannschaft zunächst zum Erfolg über den Gastgeber und dann überraschend zum Finalsieg gegen den russischen Vertreter Lokomotive Kuban Krasnodar, dem ersten internationalen Titelgewinn des Vereins. Im Eurocup 2011/12 reichte es zwar noch zum Einzug in die zweite Gruppenphase der 16 besten Mannschaften, doch nach nur einem Sieg in sechs Spielen schied die Mannschaft anschließend aus. Schließlich wurde Balažič im Sommer 2012 im Alter von knapp 32 Jahren dann erstmals in den Kreis der Herren-Nationalmannschaft von Trainerlegende Božidar Maljković berufen, die als Gastgeber bereits für die EM-Endrunde 2013 qualifiziert war.
Als Nationalspieler wechselte Balažič erneut ins Ausland und spielte ab der Saison 2012/13 in der Türkei zunächst für den Erstligisten Erdemirspor aus Zonguldak in der Türkiye Basketbol Ligi. Die Mannschaft erreichte zwar am Saisonende auf dem zehnten Platz die drittbeste Platzierung der Vereinsgeschichte, doch nach der Saison wurde sie vom professionellen Spielbetrieb zurückgezogen. Bei der EM-Endrunde 2013 spielte Balažič vor heimischem Publikum seine erste Endrunde mit der Nationalmannschaft, die jedoch das Viertelfinale gegen den späteren Titelgewinner Frankreich verlor. Nach zwei Siegen in Platzierungsspielen erreichte Slowenien den fünften Platz und die Qualifikation für die WM-Endrunde im folgenden Jahr. In der Türkei war Balažič zum Ligakonkurrenten Tofaş SK aus Bursa gewechselt, mit dem er in der EuroChallenge 2013/14 unter anderem gegen seinen langjährigen Verein Krka die Qualifikation für die zweite Gruppenphase verpasste. In der nationalen Meisterschaft erreichte der Verein erneut auf dem achten Platz die Qualifikation für die Play-offs um die Meisterschaft, in denen man sieglos gegen Banvit BK blieb. Bei der WM-Endrunde 2014 in Spanien verlor die Nationalmannschaft nur das letzte Vorrundenspiel gegen Litauen, was jedoch dazu führte, dass man nach dem Achtelfinalerfolg über die Basketballnationalmannschaft der Dominikanischen Republik bereits im Viertelfinale auf den überlegenen Titelverteidiger Vereinigte Staaten traf und ausschied. Mit dem türkischen Erstliga-Aufsteiger aus Istanbul erreichte Balažič in der Saison 2014/15 auf dem zwölften Platz den Klassenerhalt, bevor ihn Nationaltrainer Jure Zdovc erneut für die EM-Endrunde 2015 mitnahm. Ohne NBA-Profi Goran Dragic reichte es noch zum Einzug in das Achtelfinale, in dem die Slowenen nach der Niederlage gegen Lettland ausschieden und alle Chancen auf eine erstmalige Olympia-Qualifikation einbüßten. Anschließend holte Zdovc als Vereinstrainer Balažič in seine Mannschaft Royal Halı nach Gaziantep, bevor der frühere Spieler-Weltmeister kurz vor Weihnachten zu AEK Athen wechselte. Balažič spielte mit Gaziantep weiter im FIBA Europe Cup 2015/16, in dem man in der zweiten Gruppenphase unter anderem auf den deutschen Vertreter Skyliners Frankfurt traf.